# Trachusa
Trachusa es un género de abejas de la familia Megachilidae. Hay por lo menos 50 especies descritas en Trachusa. De distribución holártica, oriental y afrotropical.

## Especies
- Trachusa alamosana Thorp & Brooks, 1994 i c g
- Trachusa aquiphila (Strand, 1912) i c g
- Trachusa atlantica (Benoist, 1934) g
- Trachusa atoyacae (Schwarz, 1933) i c g
- Trachusa autumnalis (Snelling, 1966) i c g
- Trachusa baluchistanica (Mavromoustakis, 1939) i c g
- Trachusa barkamensis (Wu, 1986) i c g
- Trachusa bequaerti (Schwarz, 1926) i c g
- Trachusa byssina (Panzer, 1798) i c g
- Trachusa carinata (Wu, 1962) i c g
- Trachusa catinula Brooks & Griswold, 1988 i c g
- Trachusa concava (Wu, 1962) i c g
- Trachusa cordaticeps (Michener, 1949) i c g b
- Trachusa cornopes Wu, 2004 i c g
- Trachusa corona Wu, 2004 i c g
- Trachusa crassipes (Cresson, 1878) i c g
- Trachusa dorsalis (Lepeletier, 1841) i c g b
- Trachusa dumerlei (Warncke, 1980) i c g
- Trachusa eburneomaculata Pasteels, 1984 i c g
- Trachusa flavorufula Pasteels, 1969 i c g
- Trachusa fontemvitae (Schwarz, 1926) i c g b
- Trachusa forcipata (Morawitz, 1875) i c g
- Trachusa formosana (Friese, 1917) i c g
- Trachusa fulvopilosa Thorp & Brooks, 1994 i c g
- Trachusa gummifera Thorp, 1963 i c g
- Trachusa interdisciplinaris (Peters, 1972) i c g
- Trachusa interrupta (Fabricius, 1781) i c g
- Trachusa kashgarensis (Cockerell, 1911) i c g
- Trachusa laeviventris (Dours, 1873) i c g
- Trachusa larreae (Cockerell, 1897) i c g b
- Trachusa laticeps (Morawitz, 1873) i c g
- Trachusa longicornis (Friese, 1902) i c g
- Trachusa ludingensis (Wu, 1992) i c g
- Trachusa maai (Mavromoustakis, 1953) i c g
- Trachusa manni Crawford, 1917 i c g b
- Trachusa massauahensis Pasteels, 1984 i c g
- Trachusa mitchelli (Michener, 1948) i c g
- Trachusa muiri Mavromoustakis, 1936 i c g
- Trachusa nigrifascies Thorp & Brooks, 1994 i c g
- Trachusa notophila Thorp & Brooks, 1994 i c g
- Trachusa occidentalis (Cresson, 1868) i c g
- Trachusa orientalis Pasteels, 1972 i c g
- Trachusa ovata (Cameron, 1902) i c g
- Trachusa pectinata Brooks & Griswold, 1988 i c g
- Trachusa pendleburyi (Cockerell, 1927) i c g
- Trachusa perdita Cockerell, 1904 i c g b
- Trachusa popovii (Wu, 1962) i c g
- Trachusa pubescens (Morawitz, 1872) i c g
- Trachusa pueblana Thorp & Brooks, 1994 i c g
- Trachusa ridingsii (Cresson, 1878) i c g
- Trachusa rubopunctata (Wu, 1992) i c g
- Trachusa rufobalteata (Cameron, 1902) i c g
- Trachusa schoutedeni (Vachal, 1910) i c g
- Trachusa timberlakei (Schwarz, 1928) i c g b
- Trachusa xylocopiformis (Mavromoustakis, 1954) i c g
- Trachusa yunnanensis (Wu, 1992) i c g
- Trachusa zebrata (Cresson, 1872) i c g b

Fuentes: i = ITIS, c = Catalogue of Life, g = GBIF, b = Bugguide.net